# 配給車
配給車（はいきゅうしゃ）とは、鉄道車両の種類の一つ。主に車両工場と車両基地との間で、車両などの保守部品を配送するために使用される事業用車両である。

## 概要
日本国有鉄道（国鉄）での、車両記号は「ル」（部品をクバルことから）。この記号は、1953年（昭和28年）6月1日の車両形式称号規程改正により制定されたもので、それ以前から配給（保守部品の輸送のことで、国鉄内部の用語で「配給を受ける」と呼んでいた）用途に使用される事業用車両は存在しており、職用車「ヤ」に包含されていたものを独立させたものである。

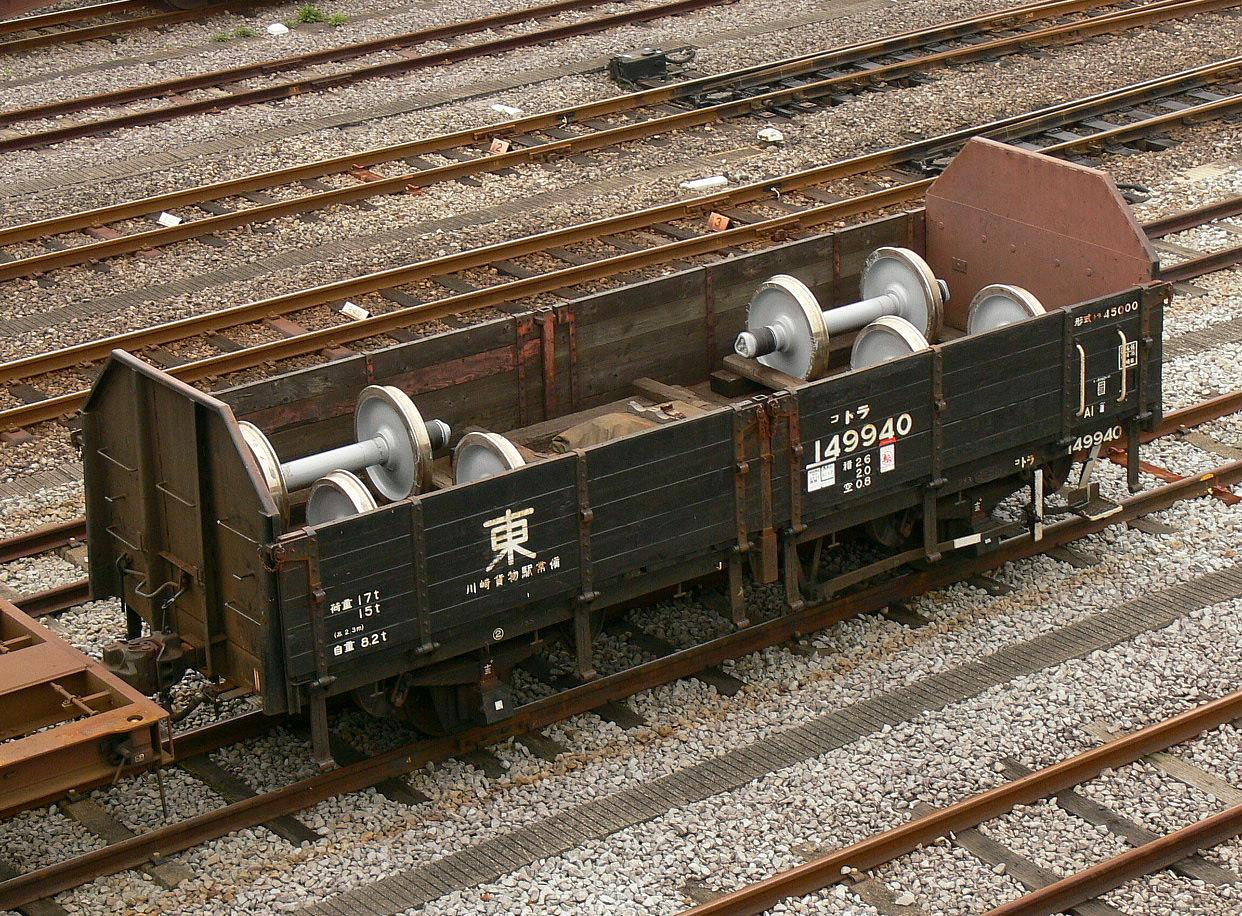
無蓋車（トラ45000形貨車）による代用輸送の例。かつては配給車でこのような大型の車両部品が運ばれていた。
（2006年撮影）

国鉄（JR）だけではなく、私鉄の一部でも使われていたことがあったが、道路事情の改善やダイヤの過密化、さらには配給部品輸送特有の輸送効率の悪さなどによって次第にトラックなど自動車輸送に切り替えられたことにより使用機会は激減しており、JR旅客各社では2021（令和3）年をもって鉄道車両としての配給車は消滅した。現在ではJR貨物において有蓋車・無蓋車による代用輸送（車両記号の変更はなし）がされるのみとなっている。
国鉄時代には、現存する電車や貨車（ただし現存するのは上記の代用車のみ）の他、客車である荷物車を転用した車両も存在した。また、一部車両は、工場や基地への従業員輸送用として使われたこともあった。
電車タイプは現存している国鉄101系電車から改造されたクモル145形も含め、旅客電車から改造されたものが多く、またほとんどの車両において、運転室のすぐ後ろには屋根のある部屋があるが、車両後部の屋根は取り払われて無蓋貨車のようなスタイルになっている。客車タイプは古くなった旅客車・荷物車・郵便荷物車などから改造され、屋根は取り払わず、中央部に1 - 2か所の物資搬入用の扉を設けたものが多かった。
私鉄では牽引車兼用として京浜急行電鉄、近畿日本鉄道に現存しており、事業用に使用されている。

## 配給車の形式一覧

### 電車

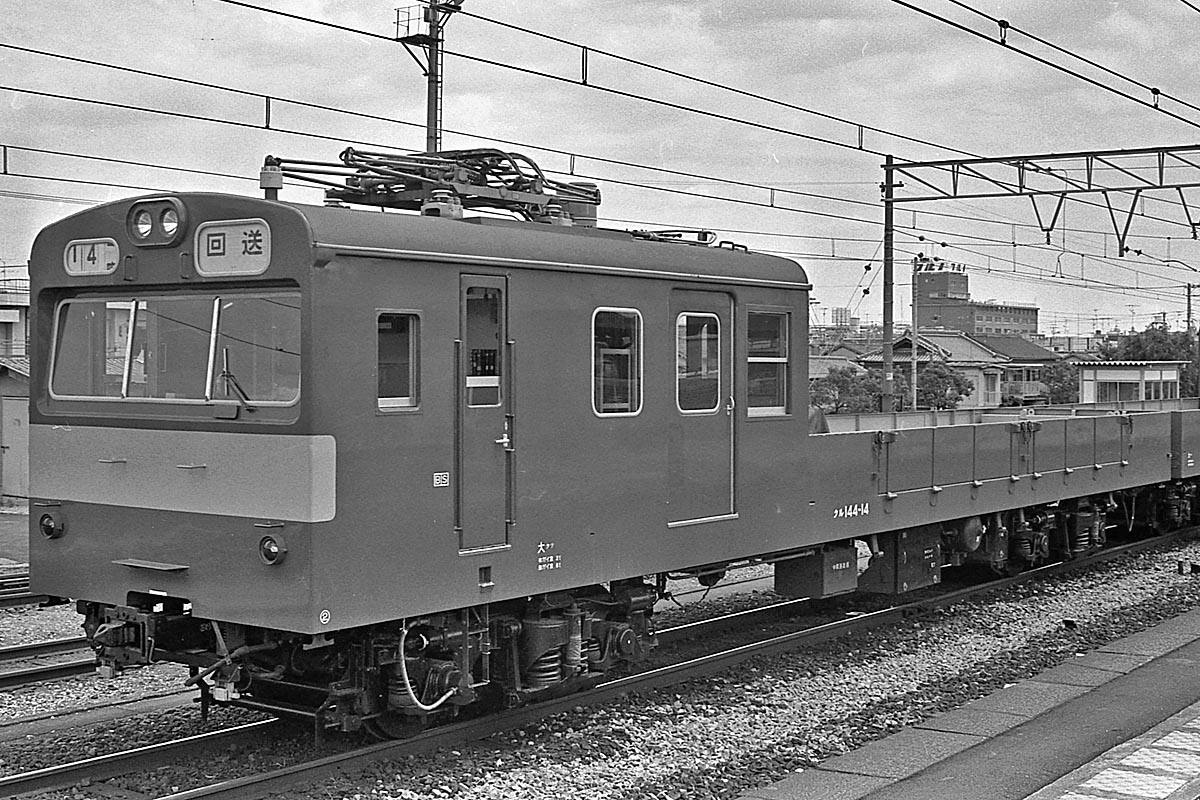
国鉄クル144形電車

- 国鉄
  - モヤ4形
  - クヤ5形（→クヤ9200形）
  - クヤ7形（→クル9210形）
  - モヤ11形（→モル4100形）
  - クモル23形
  - クモル24形（←モル4500形）
  - サル28形（←サル9400形）
  - クル29形（←クル9500形）
  - クモル145形、クル144形

### 客車
- 国鉄
  - ホル7500形
  - ナル7700形
  - ナル9950形
  - オル9970形
  - ホル17500形
  - ナル17600形
  - オル19950形
  - スル19990形
  - ナル27500形（←ナヤ26900形・26980形）
  - スル29950形
  - オル30形
  - オル31形
  - オル32形
  - スル38形
  - オル71形
  - オル60形